# نورایر داباغیان
نورایر هاروتیونی داباغیان (ارمنی: Նորայր Հարությունի Դաբաղյան؛ زادهٔ ۵ اوت ۱۹۰۴ - درگذشته ۱۲ ژوئیهٔ ۱۹۵۵) یک تاریخ‌نگار ادبی و استاد اهل ارمنستان که از تاریخ ۱۹۳۷ تا تاریخ ۱۹۳۷ ریاست دانشگاه دولتی ایروان را برعهده داشت.

## زندگی‌نامه
در ۵ اوت ۱۹۰۴ در وان به دنیا آمد و از دانشکده تاریخ دانشگاه دولتی ایروان (۱۹۲۵) و انجمن استادهای سرخ مسکو (۱۹۳۲) فارغ‌التحصیل شد. وی عضو  و از سال ۱۹۳۴ اتحادیه نویسندگان اتحاد شوروی بود.  وی در ۱۲ ژوئیهٔ ۱۹۵۵ در سن ۵۰ سالگی در ایروان درگذشت.